# Zebrias annandalei
 Zebrias annandalei és un peix teleosti de la família dels soleids i de l'ordre dels pleuronectiformes que es troba a les costes de l'Índia.